# Parupeneus jansenii
Parupeneus jansenii är en fiskart som först beskrevs av Bleeker, 1856.  Parupeneus jansenii ingår i släktet Parupeneus och familjen mullefiskar. Inga underarter finns listade i Catalogue of Life.